# Drogo av Bretagne
Drogo av Bretagne, död 958, var hertig av Bretagne mellan 952 och 958.